# Kirkeskat
 Denne artikel omhandler overvejende eller alene danske forhold. Hjælp gerne med at gøre artiklen mere almen.
Kirkeskat er det beløb, som folkekirkens medlemmer betaler til Folkekirken. Kirkeskatten er den moderne form for tidligere tiders tiende.
Hvor meget man skal betale i kirkeskat afhænger af hvilken kommune man var bosiddende i pr. 5. september året forinden. Den gennemsnitlige kirkeskat er 0,93 % (2016).
Kirkeskatten beregnes med kommunens procentsats af sin skattepligtige indkomst i skatteåret.

## De 10 kommuner med laveste skatteprocent i Danmark
| Gentofte       | 0,43 % |
| Frederiksberg  | 0,50 % |
| Rudersdal      | 0,56 % |
| Allerød        | 0,58 % |
| Lyngby-Taarbæk | 0,59 % |
| Dragør         | 0,60 % |
| Tårnby         | 0,61 % |
| Fredensborg    | 0,62 % |
| Hørsholm       | 0,62 % |
| Furesø         | 0,65 % |

## De 10 kommuner med højeste skatteprocent i Danmark
| Samsø      | 1,30 % |
| Læsø       | 1,30 % |
| Thisted    | 1,28 % |
| Lemvig     | 1,27 % |
| Lolland    | 1,23 % |
| Morsø      | 1,20 % |
| Jammerbugt | 1,20 % |
| Struer     | 1,20 % |
| Rebild     | 1,20 % |
| Hjørring   | 1,19 % |